# Osul zigomatic

Oasele craniului (în paranteză numele latin):
1. Osul frontal (Os frontale)
2. Osul parietal (Os parietale)
3. Osul nazal (Os nasale)
4. Osul etmoid (Os ethmoidale)
5. Osul lacrimal (Os lacrimale)
6. Osul sfenoid (Os sphenoidale)
7. Osul occipital (Os occipitale)
8. Osul temporal (Os temporale)
9. Osul zigomatic (Os zygomaticum)
10. Osul maxilar (Maxilla)
11. Mandibula (Mandibula)

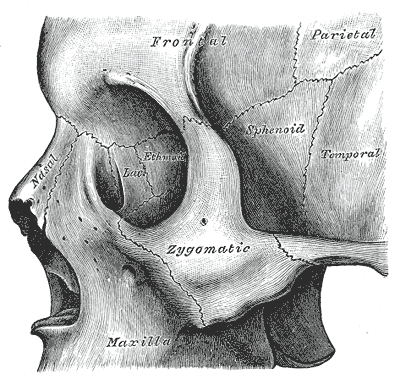
Osul zigomatic in situ

Osul zigomatic (Os zygomaticum) numit încă și osul malar sau jugal, este un os pereche, de formă patrulateră, situat pe partea laterală și superioară a craniului facial, ca o punte între față și craniu. Formează proeminența pometului obrazului, peretele lateral și planșeul orbitei și ia parte la formarea pereților fosei temporale și infratemporale și arcadei zigomatice. Are 3 fețe (laterală – facială, temporală, orbitară), 5 margini (antero-inferioară – maxilară, antero-superioară – orbitară, postero-superioară – temporală, postero-inferioară, postero-medială), 2 procese sau apofize (frontal, temporal). Se articulează cu osul frontal, sfenoid, temporal și maxilă

## Anatomie

### Fața laterală
Fața laterală (Facies lateralis) sau fața facială (malară) privește antero-lateral, este patrulateră, convexă, netedă. Pe ea se găsește un mic orificiu zigomatico-facial (Foramen zygomaticofaciale), adesea dublu și ocazional absent. Orificiu zigomatico-facial este situat lângă marginea orbitală a feței laterale. Prin acest orificiu trec ramurile zigomaticofaciale ale nervului zygomatic (Ramus zygomaticofacialis nervi zygomatici) și ramurile zigomaticofaciale ale arterei și venei lacrimale (Arteria lacrimalis și Vena lacrimalis). Pe fața laterală se inseră posterior mușchiul zigomatic mare (Musculus zygomaticus major) și anterior mușchiul zigomatic mic (Musculus zygomaticus minor).

### Fața temporală
Fața temporală (Facies temporalis) este concavă și privește înapoi și medial. Ea alcătuiește partea anterioară a fosei temporare și peretele lateral al fosei infratemporare. Pe ea se găsește orificiul zigomatico-temporal (Foramen zygomaticotemporale) prin care trec: ramura zigomaticotemporală a nervului zigomatic (Ramus zygomaticotemporalis nervi zygomatici) și ramura zigomaticotemporală a arterei zigomatice (care este o ramură a arterei lacrimale).

### Fața orbitară
Fața orbitară (Facies orbitalis) este netedă și concavă, contribuie la formarea peretelui lateral și inferior al orbitei. Ea este delimitată de fața laterală a osului zigomatic prin marginea antero-superioară (orbitală). Se articulează cu marginea zigomatică a aripei mari a sfenoidului (Sutura sphenozygomatica) și cu fața orbitară a maxilei (Sutura zygomaticomaxillaris). Pe fața orbitară a osului zigomatic se găsește orificiul zigomatico-orbitar (Foramen zygomatico-orbitale). Orificiul zigomatico-orbitar este deschiderea comună pe fața orbitară a canalelor, prin care trec nervii zigomaticofacial și zigomaticotemporal; uneori aceste canale au orificii separate pe fața orbitară.

### Marginea antero-superioară
Marginea antero-superioară (orbitală) este netedă și concavă; formează porțiunea inferolaterală a aditusului orbitei și separă fața orbitară a zigomaticului de fața laterală a zigomaticului.

### Marginea antero-inferioară
Marginea antero-inferioară (maxilară) este rugoasă, groasă și se articulează cu apofiza zigomatică a maxilei formând sutura zigomatico-maxilară (Sutura zygomaticomaxillaris). O parte a mușchiului ridicător al buzei superioare (Musculus levator labii superioris) se inserează pe această margine.

### Marginea postero-superioară
Marginea postero-superioară (temporală) este sinuoasă, convexă în sus și concavă în jos, ia parte la delimitarea fosei temporale, se continue prin marginea posterioară a procesului frontal și marginea superioară a arcadei zigomatice. Pe ea se inseră fascia temporală (Fascia temporalis).

### Marginea postero-inferioară
Marginea postero-inferioară este groasă și rugoasă. Pe ea se inseră mușchiul maseter (Musculus masseter).

### Marginea medială
Marginea medială este dințată și se articulează în sus cu marginea zigomatică a aripei mari a sfenoidului (Sutura sphenozygomatica) , iar în jos cu fața orbitară a maxilei (Sutura zygomaticomaxillaris). Între aceste suturi există o porțiune mică, concavă ce formează marginea laterală a fisurei orbitare inferioare (Fissura orbitalis inferior).

### Procesul frontal
Procesul frontal (Processus frontalis) care este gros și dințat și este situat pe unghiul superior al osului zigomatic și participă la formarea marginei laterale a orbitei. În sus aceasta se articulează cu procesul zigomatic al osului frontal (Sutura frontozygomatica), iar înapoi cu marginea zigomatică a aripei mari a sfenoidului (Sutura sphenozygomatica). Pe marginea posterioară a acestui proces, se găsește o proeminență inconstantă numită tuberculul marginal (Tuberculum marginale) pe care se inseră fibre ale fasciei temporale (Fascia temporalis). În apropierea marginii anterioare a procesului, pe fața lui orbitare, la 1 cm sub sutura frontozigomatică se află o mică ridicătură - eminența orbitară (Eminentia orbitalis) numită și tuberculul orbital sau tuberculul Whitnall. Pe acestă eminența se inseră ligamentul palpebral lateral (Ligamentum palpebrale laterale), ligamentul suspensor al bulbului ocular (Ligamentum suspensorium bulbi) și o parte a aponeurozei mușchiului ridicător al pleoapei superioare (Musculus levator palpebrae superioris).

### Procesul temporal
Procesul temporal (Processus temporalis) se află în unghiul posterior al osului zigomatic, se îndreaptă înapoi unde cu capătul său dințat se articulează cu procesul zigomatic al osului temporal prin sutura temporozigomatică (Sutura temporozygomatica), formând arcada zigomatică (Arcus zygomaticus).

### Conformația interioară
Osul zigomatic este străbătut de canalul zigomatic. Acesta ia naștere pe fața orbitară prin orificiul zigomatico-orbitar (Foramen zygomaticoorbitale) și apoi se bifurcă în interiorul osului, formând 2 bifurcații ce se deschid pe fața laterală prin orificiul zigomatico-facial (Foramen zygomaticofaciale) și pe fața medială a osului prin orificiul zigomatico-temporal (Foramen zygomaticotemporale). Canalul zigomatic are forma unui Y inversat. Canalul zigomatic conține ramuri ale nervului zigomatic (Nervus zygomaticus): ramura zigomaticotemporală (Ramus zygomaticotemporalis nervi zygomatici), ramura zigomaticofacială (Ramus zygomaticofacialis nervi zygomatici) și ramuri ale arterei zigomatice (care este o ramură a arterei lacrimale): ramura zigomaticofacială și zigomaticotemporală.

## Osificare
Osul zigomatic se dezvoltă în țesut membranos printr-un centru de osificare; acesta apare în săptămâna a 8-a a vieții intrauterine. Uneori apar trei centri de osificare.